# Гора Червона (пам'ятка природи)
Гора́ Черво́на — ботанічна пам'ятка природи в Україні. Об'єкт природно-заповідного фонду Івано-Франківської області. 
Розташована в межах Городенківського району Івано-Франківської області, біля села Незвисько. 
Площа 5 га. Статус надано згідно з рішенням облради від 15.07.1993 року. Перебуває у віданні Незвиської сільської ради. 
Статус надано для збереження місць зростання реліктових угруповань осоки низької, а також типових для Подільських степів видів, серед яких: самосил гайовий, цибуля гірська, резеда жовта. 
Пам'ятка природи «Гора Червона» входить до складу регіонального ландшафтного парку «Дністровський».